# ریونزوود، کوئینزلند
ریونزوود (به انگلیسی: Ravenswood) یک شهرک در استرالیا است که در کوئینزلند واقع شده‌است.